# Chi Vông nem
Chi Vông nem (danh pháp hai phần: Erythrina) là một chi thực vật có hoa thuộc họ Đậu (Fabaceae). Chi này có 130 loài. Môi trường sống tự nhiên của các loài trong chi này là vùng núi ẩm nhiệt đới và cận nhiệt đới.
Chúng là cây cao đến 30 m (98 ft).

## Danh sách loài
- Erythrina ×bidwillii Lindl.
- Erythrina ×sykesii Barneby & Krukoff

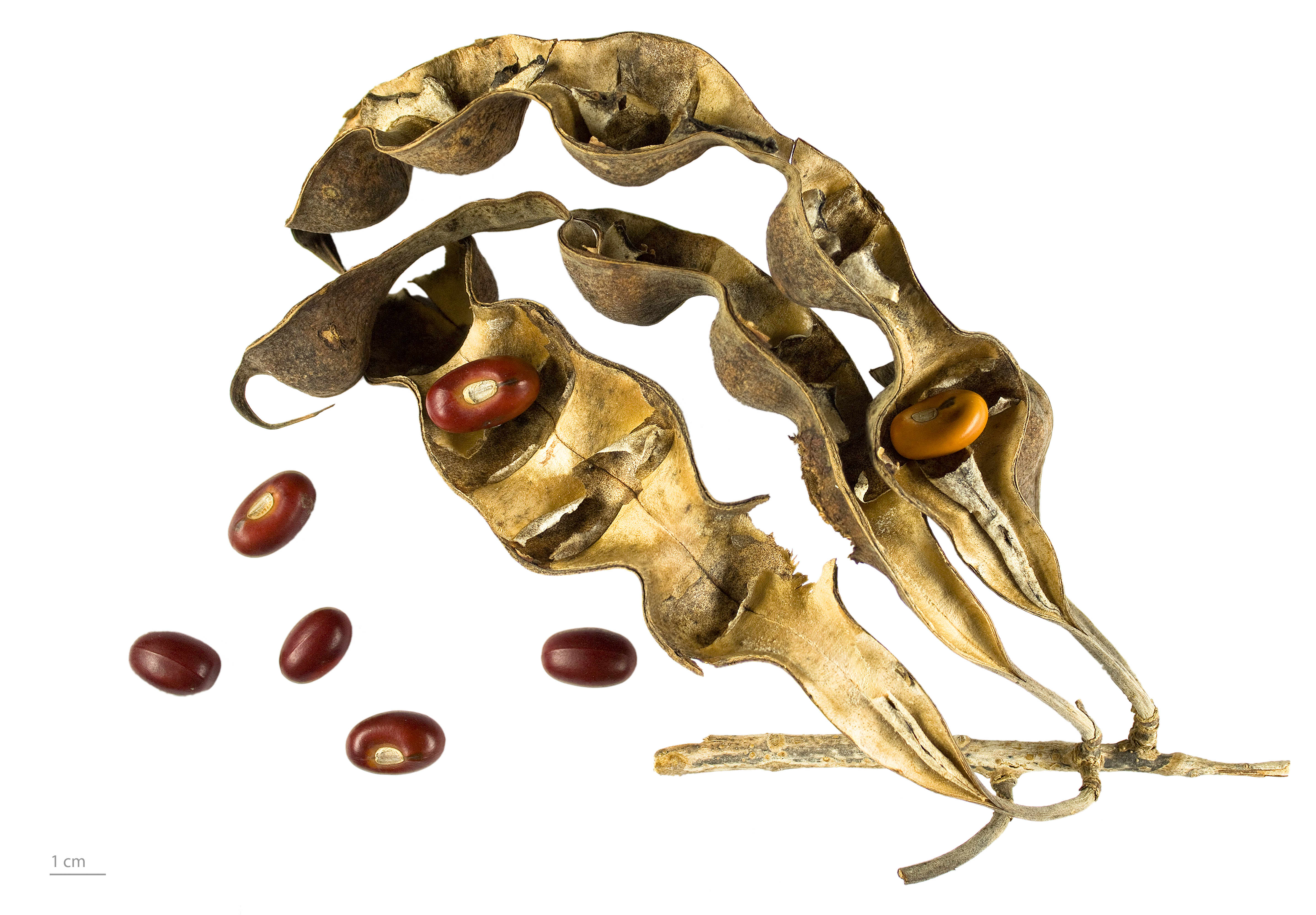
Erythrina flabelliformis

- Erythrina abyssinica Lam. ex DC.
- Erythrina acanthocarpa E.Mey:
- Erythrina acanthophora
- Erythrina aculeatissima
- Erythrina acunae
- Erythrina adansonii
- Erythrina addisoniae
- Erythrina alba
- Erythrina altissima
- Erythrina amasisa
- Erythrina amazonica
- Erythrina americana Mill.[3] Tzompāmitl[4]
- Erythrina ankaranensis Du Puy & Labat
- Erythrina arborea Small
- Erythrina arborescens Roxb.
- Erythrina argentea
- Erythrina atitlanensis Krukoff & Barneby
- Erythrina atrosanguinea
- Erythrina aurantiaca
- Erythrina bagshawei
- Erythrina bancoensis
- Erythrina barqueroana Krukoff & Barneby
- Erythrina batolobium
- Erythrina baumii Harms
- Erythrina bequaerti
- Erythrina berenices
- Erythrina berteroana Urb.
- Erythrina biloba
- Erythrina bisetosa
- Erythrina blackei
- Erythrina boninensis
- Erythrina bracteata
- Erythrina brateata
- Erythrina breviflora
- Erythrina brucei Schweinf.
- Erythrina buchii
- Erythrina buesgenii
- Erythrina burana Chiov.
- Erythrina burttii
- Erythrina caffra Thunb.
- Erythrina caribaea
- Erythrina carnea
- Erythrina castillejiflora
- Erythrina chacoensis
- Erythrina chiapasana
- Erythrina cobanensis
- Erythrina cochleata Standl.
- Erythrina colombiana
- Erythrina comosa
- Erythrina compacta
- Erythrina constantiana
- Erythrina corallifera
- Erythrina corallodendron L.
  - Erythrina corallodendron var. bicolor
  - Erythrina corallodendron var. connata
  - Erythrina corallodendron var. occidentalis
- Erythrina coralloides D.C.
- Erythrina cordifolia
- Erythrina costaricensis Micheli
  - Erythrina costaricensis var. panamensis
- Erythrina crassifolia
- Erythrina crista-galli L. – vông mồng gà, vông mào gà
  - Erythrina crista galli var. corallina
  - Erythrina crista galli var. inermis
- Erythrina cubensis
- Erythrina cuneata
- Erythrina darienensis
- Erythrina dariensis
- Erythrina decora Harms
- Erythrina divaricata
- Erythrina dominguezii
- Erythrina droogmansiana
- Erythrina dybowskii
- Erythrina edulis Micheli
- Erythrina eggelingii
- Erythrina eggersii Krukoff & Moldenke
- Erythrina elenae Howard & Briggs
- Erythrina enneandra
- Erythrina eriotricha
- Erythrina erythrostachia
- Erythrina esculenta
- Erythrina euodiphylla Hassk. ex Backh.
- Erythrina excelsa Baker
- Erythrina falcata Benth.
- Erythrina fasciculata
- Erythrina fastigiata
- Erythrina fissa
- Erythrina flabelliformis Kearney
- Erythrina flammea
- Erythrina florenciae
- Erythrina folkersii Krukoff & Moldenke
- Erythrina fulgens
- Erythrina fusca Lour. – Đậu san hô đỏ
- Erythrina gibbosa
- Erythrina gibbsae
- Erythrina gilletii
- Erythrina glabrescens
- Erythrina glauca
- Erythrina globocalyx
- Erythrina goldmanii Standl.
- Erythrina graefferi
- Erythrina greenwayi
- Erythrina grisebachii Urb.
- Erythrina guatemalensis
- Erythrina guineensis
- Erythrina haerdii Verdc.
- Erythrina hamiltoniana
- Erythrina hastifolia
- Erythrina hazomboay Du Puy & Labat
- Erythrina hederaefolia
- Erythrina herbacea L.
  - Erythrina herbacea f. albiflora
  - Erythrina herbacea subsp. nigrorosea
  - Erythrina herbacea var. arborea
- Erythrina holosericea
- Erythrina hondurensis Standl.
- Erythrina horrida DC.
- Erythrina huehuetenangensis
- Erythrina huillensis
- Erythrina humboltiana
- Erythrina humeana Spreng.
- Erythrina humei
- Erythrina humilis
- Erythrina hylobia
- Erythrina hypaphorus
- Erythrina incana
- Erythrina indica
  - Erythrina indica var. phlebocarpa
- Erythrina inermis
- Erythrina insignis Tod.
- Erythrina insularis F.M.Bailey
- Erythrina isopetala
- Erythrina kassneri
- Erythrina klainei
- Erythrina laeta
- Erythrina lanata Bản mẫu:Samll
  - Erythrina lanata subsp. calvescens
  - Erythrina lanata subsp. occidentalis
- Erythrina lanceolata Standl.
- Erythrina lanigera
- Erythrina latiflora
- Erythrina latifolia
- Erythrina latissima E.Mey
- Erythrina laurifolia
- Erythrina leptopoda
- Erythrina leptorrhiza
- Erythrina linearifoliata
- Erythrina lithosperma
- Erythrina livingstoniana Baker
- Erythrina lobulata
- Erythrina longipes
- Erythrina lorenoi
- Erythrina loureirii
- Erythrina lysistemon Hutch.
- Erythrina macrophylla
- Erythrina madagascariensis Du Puy & Labat
- Erythrina mairei
- Erythrina marmorata
- Erythrina martii
- Erythrina maxima
- Erythrina mediterranea
- Erythrina megistophylla
- Erythrina melanacantha
  - Erythrina melanacantha subsp. somala
- Erythrina mendesii Torre
- Erythrina merrilliana
- Erythrina mexicana
- Erythrina microcarpa
- Erythrina micropteryx
- Erythrina mildbraedii Harms
- Erythrina mitis Jacq.
- Erythrina moelebei
- Erythrina montana
- Erythrina moori
- Erythrina mossambicensis
- Erythrina mulungu Diels Mart.
- Erythrina mysorensis
- Erythrina nahasuta
- Erythrina neglecta
- Erythrina nervosa
- Erythrina oaxacana
- Erythrina occidentalis
- Erythrina oliviae
- Erythrina orientalis
- Erythrina orophila
- Erythrina ovalifolia
- Erythrina ovalis
- Erythrina ovata
- Erythrina pallida Britton & Rose
- Erythrina panamensis
- Erythrina panduraeformis
- Erythrina patens
- Erythrina pelligera
- Erythrina perrieri R.Viguier
- Erythrina peruviana
- Erythrina petraea
- Erythrina phlebocarpa
- Erythrina picta
- Erythrina pisamo
- Erythrina piscidioides
- Erythrina planisiliqua
- Erythrina platyphylla
- Erythrina poeppigiana (Walp.) O.F.Cook
  - Erythrina poeppigiana f. redmondii
- Erythrina poianthes
- Erythrina polychaeta Harms
- Erythrina polysperma
- Erythrina portoricensis
- Erythrina princeps
- Erythrina problematica
- Erythrina pudica
- Erythrina pulcherrima
- Erythrina purpusi
- Erythrina pygmaea
- Erythrina raja
- Erythrina reniformis
- Erythrina resupinata
- Erythrina reticulata
- Erythrina rosea
- Erythrina roseni
- Erythrina rostrata
- Erythrina rotundato-obovata
- Erythrina rubicunda
- Erythrina rubrinervia Kunth
- Erythrina sacleuxii Hua
- Erythrina salviiflora
- Erythrina sandersoni
- Erythrina sandwicensis O.Deg.
- Erythrina santamartensis
- Erythrina schimpffii Diels
- Erythrina schliebenii Harms
- Erythrina secundiflora
- Erythrina senegalensis DC.
- Erythrina sereti
- Erythrina setosa
- Erythrina sigmoidea
- Erythrina similis
- Erythrina smithiana Krukoff
- Erythrina sousae
- Erythrina spathacea
- Erythrina speciosa Andrews
  - Erythrina speciosa var. rosea
- Erythrina spinosa
- Erythrina splendida
- Erythrina standleyana
- Erythrina steyermarkii
- Erythrina stipitata
- Erythrina stricta Roxb.
  - Erythrina stricta var. suberosa
- Erythrina suberifera
- Erythrina suberosa Roxb.
- Erythrina sublobata
- Erythrina subumbrans (Hassk.) Merr.
- Erythrina sudanica
- Erythrina sumatrana
- Erythrina sykesii
- Erythrina tahitensis Nadeaud
- Erythrina tajumulcensis
- Erythrina tholloniana
- Erythrina thyrsiflora
- Erythrina tomentosa
- Erythrina triacantha
- Erythrina tuxtlana Krukoff & Barneby
- Erythrina ulei
- Erythrina umbrosa
- Erythrina variegata L. (Syn. Erythrina indica Lam.)
  - Erythrina variegata f. picta
  - Erythrina variegata var. alba
- Erythrina velutina Willd.
- Erythrina venosa
- Erythrina verna Vell.
- Erythrina versicolor
- Erythrina vespertilio Benth.
  - Erythrina vespertilio var. biloba
  - Erythrina vespertilio var. typica
  - Erythrina vespertilio var. vespertilio
- Erythrina viarum
- Erythrina vignei
- Erythrina vogelii Hook.f.
- Erythrina vulgaris
- Erythrina warneckei
- Erythrina webberi
- Erythrina williamsii
- Erythrina yunnanensis
- Erythrina zeyheri Harvey

## Các loài đã chuyển sang chi khác
- Butea monosperma (Lam.) Taub. (trước là Erythrina monosperma Lam.)
- Piscidia piscipula (L.) Sarg (trước là Erythrina piscipula L.)[5]

## Hình ảnh

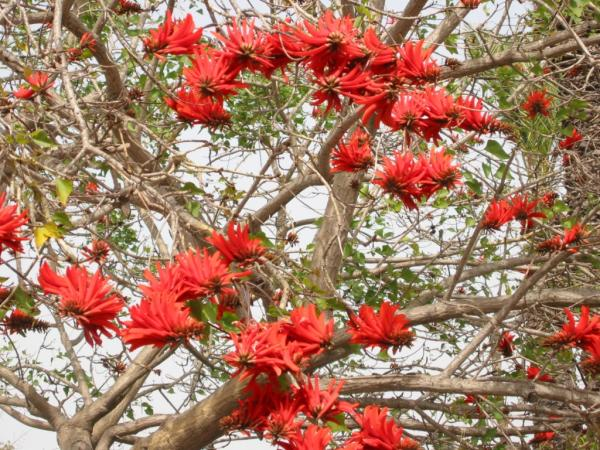